# Axel Raoul Wachtmeister
Carl Axel Raoul Georg Henrik Wachtmeister, född den 2 april 1865 i London, död den 12 december 1947 i Malmö, var en svensk greve och kompositör. Han var son till Carl Wachtmeister och Constance de Bourbel.
Wachtmeister avlade mogenhetsexamen i Lund 1884 och blev student vid Lunds universitet samma år.  Han tonsatte flera dikter av Gustaf Fröding och Verner von Heidenstam. Wachtmeister publicerade Reseminnen (1943). Han vilar i sin familjegrav på Norra begravningsplatsen utanför Stockholm.